# Sackcloth and Scarlet
Pour plus de détails, voir Fiche technique et Distribution.
Sackcloth and Scarlet est un film muet américain réalisé par Henry King, sorti en 1925.

## Synopsis
Polly Freeman de rend à Paradise Valley à la recherche d'aventure et la trouve en la personne de Stephen Edwards, un rude fermier intéressé par les projets d'irrigation. Ils passent la nuit ensemble. Polly plus tard retourne chez elle et se confesse à sa sœur Joan. Joan annule alors son propre mariage avec Sam Curtis et part à Paris avec Polly, où cette dernière donne naissance à un enfant. Sam suit Joan en France et la retrouve dans une petite auberge, en train de s'occuper du bébé de Polly. Sam pense qu'il s'agit du bébé de Joan et la quitte. Polly abandonne alors l'enfant, et Joan retourne à Washington, où elle est l'hôte de la Comtesse Selignac. Joan y rencontre Stephen, qui a été élu au Congrès après le succès de ses projets liés au désert. Joan et Stephen tombent amoureux l'un de l'autre, mais quand Polly arrive, l'esprit et la santé faibles, Joan apprend que Stephen est le père de l'enfant et insiste pour que Stephen et Polly se marient. Polly décède avant la mariage, laissant ainsi Stephen et Joan libres de trouver le bonheur ensemble.

## Fiche technique
- Titre original : Sackcloth and Scarlet
- Réalisation : Henry King
- Scénario : Tom Geraghty, Jules Furthman, Julie Herne, d'après le roman éponyme de George Gibbs
- Direction artistique : Robert M. Haas
- Photographie : Robert Kurrle et William Schurr
- Production : Robert Kane
- Société de production : Kagor Productions
- Société de distribution : Paramount Pictures
- Pays de production :  États-Unis
- Langue : anglais
- Format : Noir et blanc - 35 mm - 1,37:1 - Muet
- Genre : Mélodrame
- Durée : 7 bobines
- Dates de sortie :
  - États-Unis : 22 mars 1925

## Distribution
- Alice Terry : Joan Freeman
- Orville Caldwell : Stephen Edwards
- Dorothy Sebastian : Polly Freeman
- Otto Matiesen : Étienne Fochard
- Kathleen Kirkham : Béatrice Selignac
- John Miljan : Samuel Curtis
- Clarissa Selwynne : Mlle Curtis
- Jack Huff : Jack